# Mansur el-Kechiya
Mansur el-Kechiya (arabisch منصور الكخيا, DMG Manṣūr al-Kiḫiyā, nach englischer Transkription Mansour el-Kekhia oder Mansour Kikhia; * 1. Dezember 1931 in Bengasi; verschollen seit dem 11. Dezember 1993) war ein libyscher Politiker.

## Leben
al-Kechiya war ein libyscher Außenminister und repräsentierte das Land bis 1980 in der UNO. Danach ging er auf Distanz zu Gaddafi und gründete 1984 die „Arabische Organisation für Menschenrechte“. Er lebte 1993 in Kairo. Dort wurde er im Dezember 1993 Augenzeugen zufolge von drei Männern entführt. Der Fall wurde niemals geklärt. Der damalige UNO-Generalsekretär Boutros Boutros-Ghali forderte Ägypten dazu auf, die Gründe für sein Verschwinden zu untersuchen.